# Aaldert Wapstra
Aaldert Hendrik Wapstra (* 24. April 1922; † 2. Dezember 2006 in Naarden) war ein niederländischer experimenteller Kernphysiker.

## Leben und Werk
Wapstra studierte an der Universität Utrecht mit dem Doctoraalexamen cum laude 1947 und wurde 1953 bei C. J. Bakker an der Universität Amsterdam promoviert. Ab 1948 war er am Instituut voor Kernfysisch Onderzoek (IKO). 1951 und 1954 war er am Nobel-Institut in Stockholm. Er war seit 1955 Professor an der TU Delft. 1963 wurde er Leiter der Kernspektroskopie am NIKHEF (bzw. zunächst dessen Vorläufer IKO), dessen Direktor er 1965 bis 1983 war. 1987 wurde er emeritiert.
Er ist bekannt für Kernmassenbestimmung, teilweise in Zusammenarbeit mit Josef Mattauch vom Max-Planck-Institut für Chemie und Georges Audi von der Universität Paris-Süd. Die Ergebnisse wurden in Nuclear Physics A veröffentlicht. 2004 erhielt er dafür die SUNAMCO Medaille der IUPAP und 1960 bis 1975 war er Vorsitzender der Kommission für atomare Massen der IUPAP. Außerdem war er Experte in Beta- und Gammaspektroskopie von Kernen. Mit Bob van Lieshout und Gerard Nijgh gab er die Nuclear Spectroscopy Tables heraus.
Wapstra war wesentlich an der Einführung der heute üblichen Einheit für Atommassen beteiligt (gültig ab 1960). Davor gab es bei Physikern und Chemikern unterschiedliche Einheiten (die Physiker benutzten das Sauerstoffisotop 16 als Basis, die Chemiker ein Sechzehntel der Standardmischung der stabilen Sauerstoffisotope) und die Chemiker waren nicht gewillt, ihre Einheit zugunsten der der Physiker aufzugeben, da dies Folgekosten in Millionenhöhe beim Verkauf chemischer Substanzen zur Folge gehabt hätte. Erst als Wapstra und Kollegen stattdessen Kohlenstoff 12 als Basis vorschlugen (was eine viel geringere Korrektur noch dazu zum Vorteil der Verkaufserlöse zur Folge hatte) willigten diese ein.
1956 bestätigte er mit Felix Boehm die Paritätsverletzungsentdeckung von C. S. Wu.

## Schriften
- Atomic masses of nuclides. In: Siegfried Flügge: Handbuch der Physik, Band 38-1, 1958